# اسکو (ویرجینای غربی)
اسکو (به انگلیسی: Asco) یک منطقهٔ مسکونی در ایالات متحده آمریکا است که در شهرستان مک‌داول، ویرجینیای غربی واقع شده‌است. اسکو ۴۴۸٫۹۸ متر بالاتر از سطح دریا واقع شده‌است.